# 旱廁

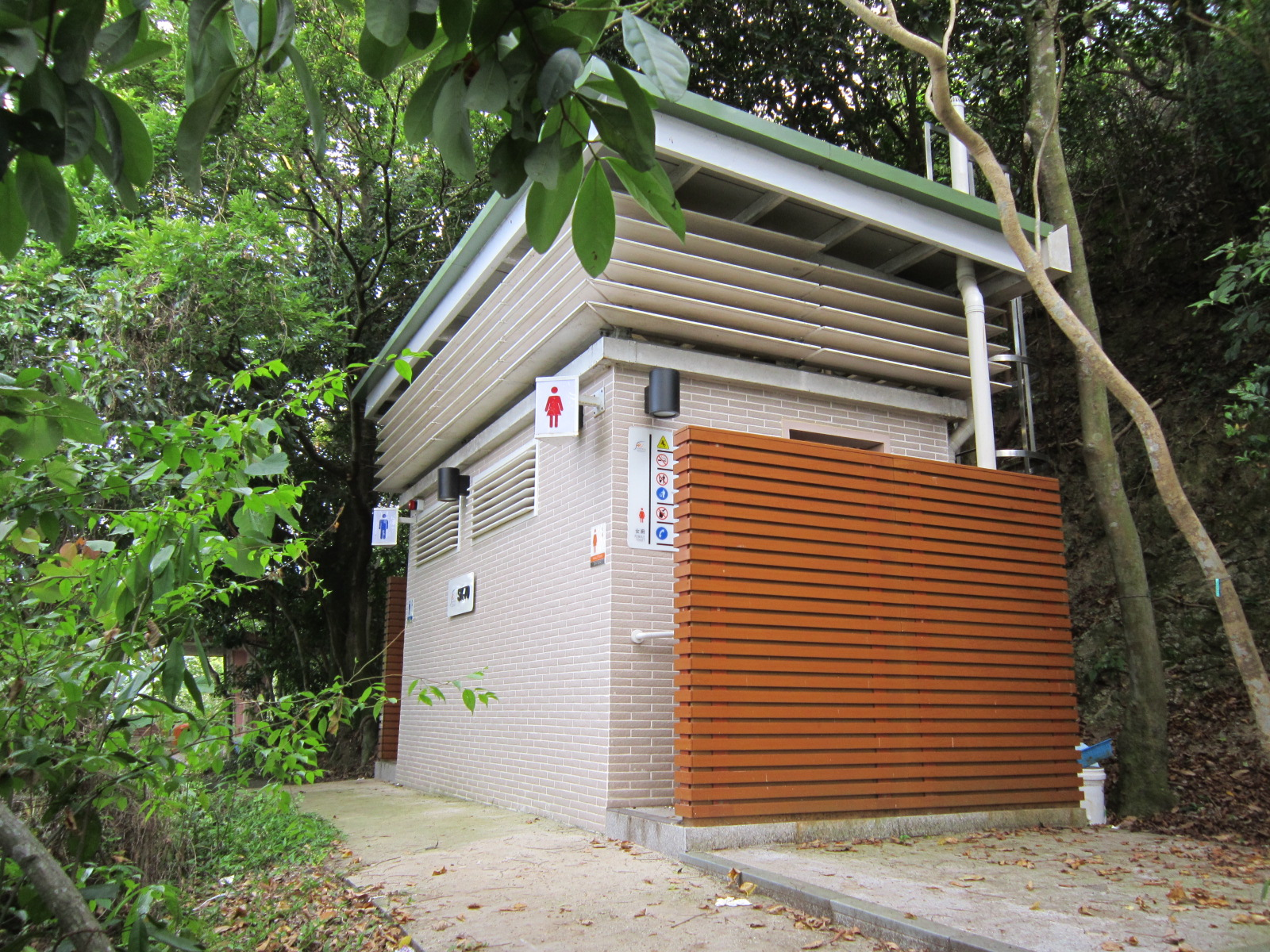
旱廁建築

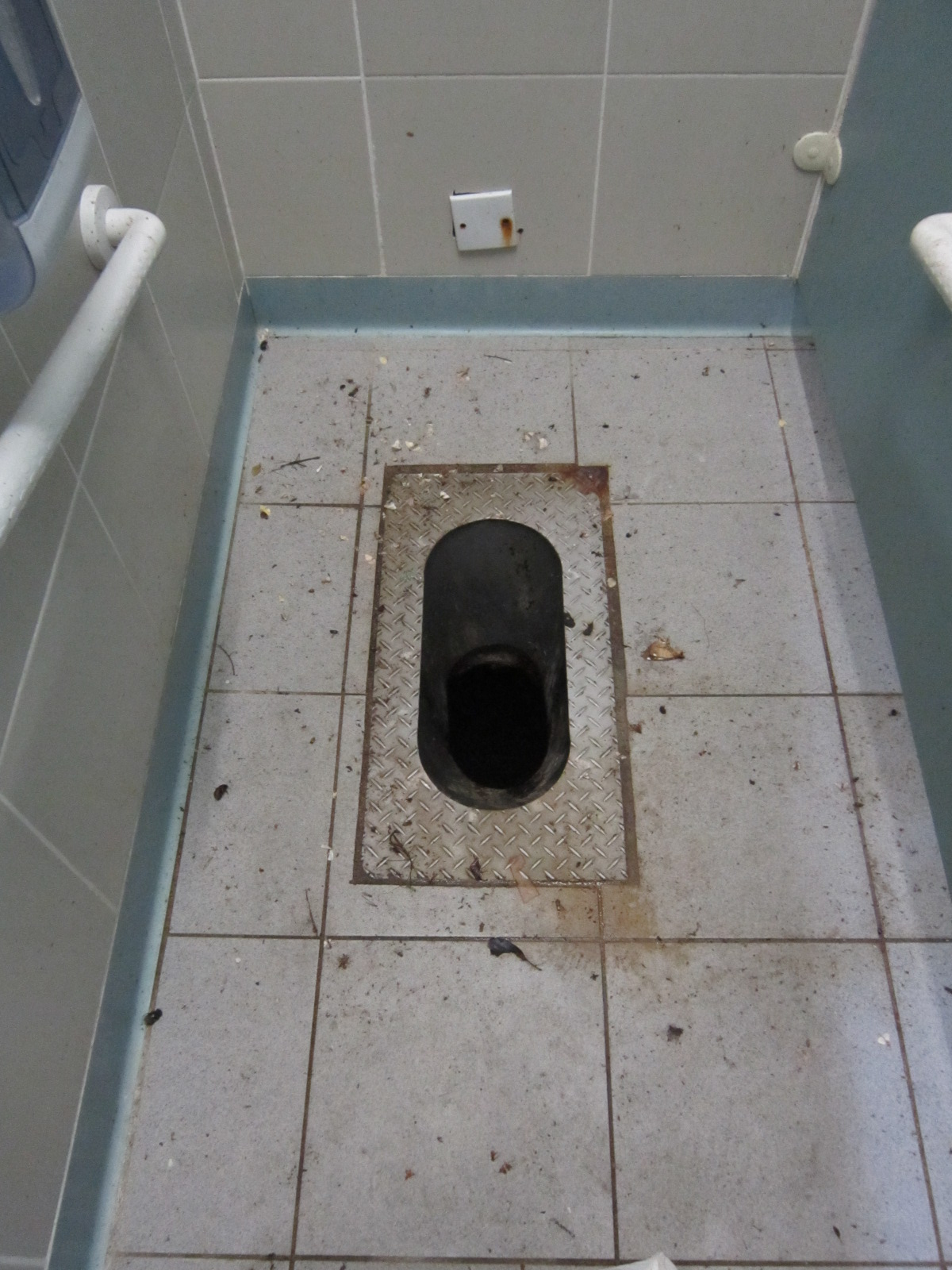
旱廁廁格內部

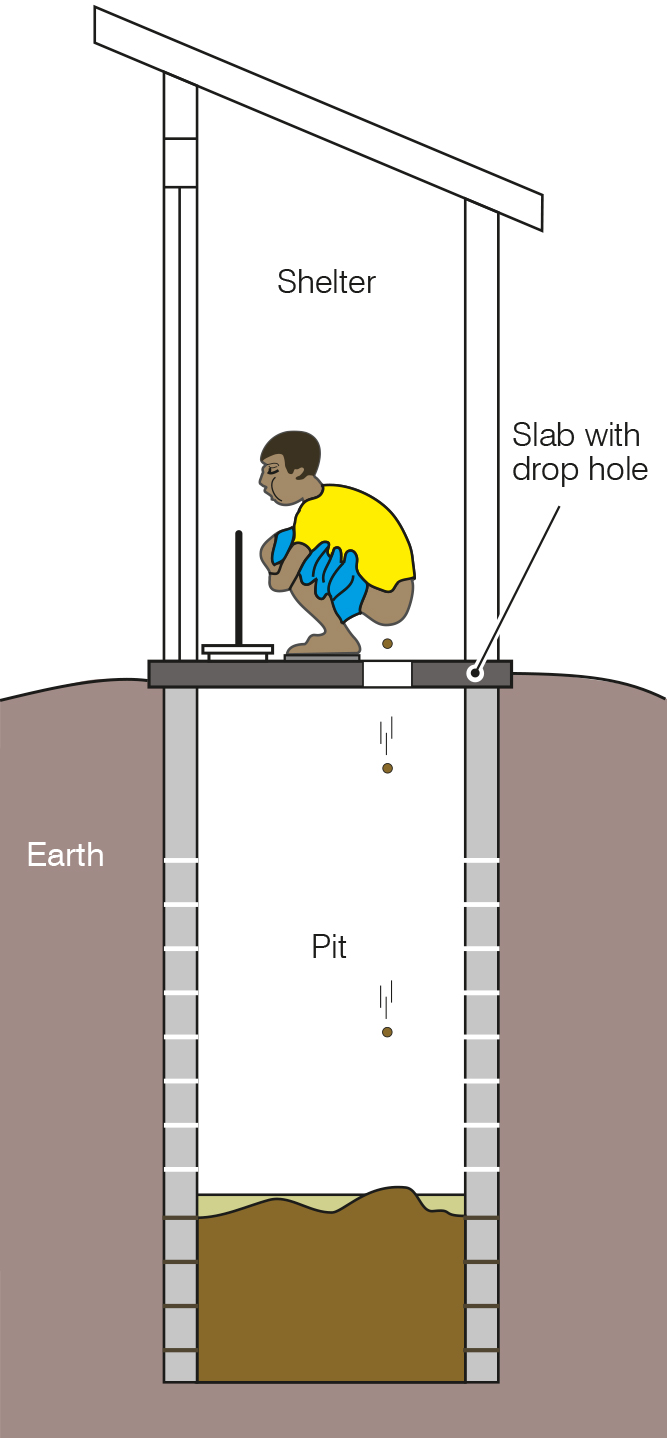
旱廁的示意圖

旱廁，或蹲坑廁所，是一種藉著在地下挖洞從而能儲藏糞尿的廁所。這類型的廁所，通常沒有沖水設備或只儲備一到三公升的水來沖馬桶 。
古代有些人將旱廁和豬圈相結合，變成所謂的豬廁，包括中國在內，亞洲不少地區在過去都有使用豬廁的傳統，至今豬廁仍可在朝鮮半島的一些農村及印度部分地區見到。

## 好處
若按正確工法建造且妥善維持的話，旱廁可以減少因為隨地便溺而積累的糞便，進而降低疾病的傳播，甚至能縮減蒼蠅在食物和排泄物間傳播病原體的機會。這些病原體，多是引發感染性腹瀉和腸道寄生蟲的主要元兇。在2011年，約有70萬不到五歲的幼童因為感染性腹瀉而死亡，更有2億5000萬的學童因此不能上學。要避免人和排泄物接觸，旱廁是最經濟實惠的方法。

## 結構及清理方式
旱廁通常包含三個主要部分，分別為地洞、一塊帶洞的石板或地板，以及遮蔽物。旱廁的遮蔽物也通常被叫做外屋。典型的旱廁至少有三公尺（10英呎）深、一公尺（3.2英呎）寬。世界衛生組織權衡上廁所的便捷性和廁所的氣味，推薦旱廁修建在距離屋子一定的距離外。旱廁應距地下水及地表水越遠越好，以減少地下水污染的風險。地板上的洞不應該大於25公分（9.8英吋），以免兒童掉入。應避免燈光照射到糞坑以減少蒼蠅飛入，這需要在旱廁不使用時使用蓋子蓋住糞坑。當糞便堆積到距坑口0.5公尺（1.6英呎）時，糞坑應被掏清或重新修建，遮蔽物也應被移動或在新地點重新修建。掏出來糞便污泥的處理是極其複雜的，若是沒有處理得當，會有環境及健康風險。

## 改善
有許多方法可以讓旱廁的設備更臻完善。其中一個就是從建築的頂端設置通風管，這能讓空氣對流而減少廁所內的異味。若能在通風口的頂部以網孔（通常以玻璃纖維製作）覆蓋，更能減少進出蒼蠅的數量。一般來說，像旱廁這樣的廁所並不需要把地板上的坑洞加蓋。其他可行的改善方式，包括特殊的底板結構可讓廢水流進洞口，還有使用磚頭、石塊或水泥環提高坑洞上端的穩定性。

## 用途、社會及文化
到2013年為止，大約17.7億人使用過旱廁，主要是在發展中國家和農村以及荒野地區。在2011年，大約25億人口無法使用適用的廁所以及10億人口隨地便溺。亞洲南部和非洲撒哈拉以南的廁所最劣質。一個簡單的蹲坑廁所在發展中國家大約價值25到60美金。而且大約不間斷的維護費用為每人每年1.5到4美金，這經常被忽略。在印度的一些農村地區，政府曾經舉辦推動廁所使用的「沒廁所，沒新娘」活動鼓勵女人拒絕嫁給一個沒有廁所的男人。中国的旱厕绝大部分在城镇棚户区、城乡接合部和农村。随着中国社会的发展和进步，城镇绝大部分旱厕和农村部分旱厕被冲水式厕所和各种环保生态厕所替代。

## 公共旱厕
到在中国大陆，一些公共厕所是旱厕，虽然冲水公厕（例如沟厕）越来越多。这些公共旱厕通常按照男女分为两个部分，每个部分都有多个蹲位。

## 香港旱厕

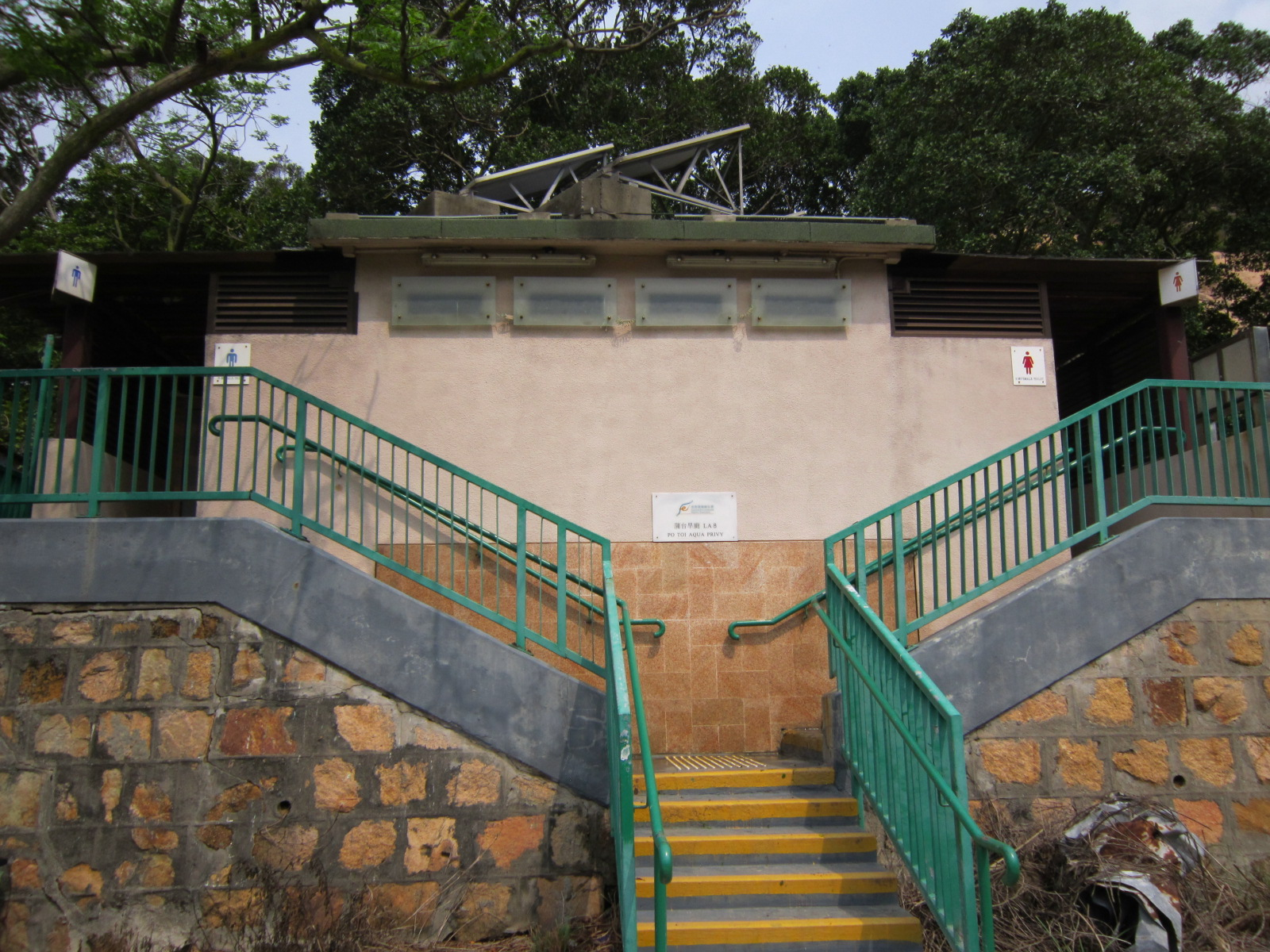
位於蒲台島的旱廁

至於香港公廁，旱廁多設在新界及離島地區。隨著香港社會進步，食物環境衞生署也致力把使用率高的旱廁，透過改建或拆卸重建的方式改造成沖水式廁所。由2001年至2017年間，由食物環境衞生署管轄的旱廁從583個減至57個。